# Kosei Nukina
Kosei Nukina (貫名 航世 Nukina Kosei?, nacido el 26 de abril de 1995 en Osaka) es un futbolista japonés que juega como centrocampista.
En 2018, Nukina se unió al Vanraure Hachinohe.

## Trayectoria

### Clubes
| Club               | País  | Año    |
| ------------------ | ----- | ------ |
| Vanraure Hachinohe | Japón | 2018 - |

## Estadística de carrera

### J. League
| Club               | Año   | J. League | J. League | Copa J. League | Copa J. League | Total | Total |
| Club               | Año   | Part.     | Goles     | Part.          | Goles          | Part. | Goles |
| ------------------ | ----- | --------- | --------- | -------------- | -------------- | ----- | ----- |
| Vanraure Hachinohe | 2019  | 15        | 0         | -              | -              | 15    | 0     |
| Total              | Total | 15        | 0         | 0              | 0              | 15    | 0     |